# Watch My Mouth
Watch My Mouth (em português: Vejam minha boca) é o segundo álbum do rapper Cazwell. É o primeiro álbum de longa duração do rapper, com 8 faixas bônus assim como o álbum anterior, Get Into It.

## Lista de faixas
1. "Watch My Mouth" (3:05)
2. "Tonight" (3:25)
3. "All Over Your Face" (5:16)
4. "Get My Money Back" (2:46)
5. "I Seen Beyoncé" feat. Jonny Makeup (3:17)
6. "Get Into It" (3:59)
7. "I Buy My Socks On 14th Street" (3:29)
8. "The Sex That I Need" (3:46)
9. "Mission Possible" (3:04)
10. "Knocked Out" (3:22)
11. "Limosine" (2:59)
12. "Gettin' Over" (3:51)

Bônus
1. "Spin That (Interlude)" (1:33)
2. "I Buy My Socks On 14th Street" (Old School Mix)" (3:22)
3. "Tonight" (Freestyle Mix) (2:56)
4. "Get My Money Back" (GoodandEvil Mix) (2:48)
5. "Watch My Mouth" (Morgan Page Mix) (7:14)
6. "All Over Your Face" (Greasy Grimey Two Timey Mix) (5:50)
7. "I Seen Beyoncé" (Mixmaster F Hot Tracks Mix) (5:09)

Faixa bônus online
"The Sex That I Need (Craig C's Master Mix)" which is 6:58 long was made avaialable as a download digital bonus only.